# 世界資本主義論
世界資本主義論（せかいしほんしゅぎろん）とは、日本のマルクス経済学の一派であり、宇野弘蔵が基礎を築いた宇野理論から派生した経済学理論である。提唱者は岩田弘であり、その影響は、宇野理論にとどまらずマルクス経済学の分野に広範な影響を与えたといわれている。

## 世界資本主義論の成立
世界資本主義論の成立過程について櫻井毅は、以下のように証言している。
岩田弘（1929−2012）が独自に世界資本主義論の構想を明らかにしたのは，かなり以前の大学院時代のことである．はじめは鈴木理論という名称の下，鈴木鴻一郎教授の陰に隠れていた．宇野理論の主要な後継者の一人と目されていた鈴木鴻一郎が新たに鈴木理論に踏み出した最初の編著書『経済学原理論上下』（東京大学出版会）は，当時の大学院鈴木演習の博士課程の院生八名による分担執筆の原稿に鈴木が手を入れるという形で上巻が 1960年，下巻がかなり遅れて 1962 年に刊行された．上巻は岩田の方法論と鈴木独自の考えが混在していた．しかしその大綱を示す「序論」草稿は最後に岩田が実質的に執筆した，といわれる．下巻では岩田自身の方法がより全面的に出て，多くの原稿が事実上没になり，のち自ら認めているように叙述表現も岩田自身の言葉によるところが多くなった．やがて大学院を終えて立正大学に就職した岩田は宇野理論の批判者として岩田弘自身の名前でその全貌を現わすに至る．
「世界資本主義」という名称自体は1930年代にコミンテルンが「資本主義の全般的危機」を唱えた当時しきりに使われた言葉であった。しかし、「世界資本主義」という言葉に岩田が込めた含意は極めて意図的であった。それは宇野弘蔵の経済学方法論を根底から批判するものであった。

## 純粋資本主義への批判
世界資本主義論では、宇野弘蔵の主張するイデオロギーと社会科学の分離、歴史と論理の区別、経済学を原理論、段階論、現状分析という三段階に区分する方法を一旦は受け入れながら、原理論を一国が経済的に自律する純粋の資本主義とする宇野の主張を批判した。外国貿易を捨象した一国の自律した経済を想定することは観念的に過ぎるという批判である。結果として、世界資本主義論では、歴史と論理の区分、三段階論について宇野理論とは異なる立場をとるようになった。
世界資本主義論の成立にあたり、対立するものとして取り上げられたのが宇野弘蔵およびその系列の人たちの原理論は「純粋資本主義」を対象として研究するという規定であった。
宇野弘蔵の原理論の考え方は、マルクスの「『資本論』では、資本主義の発展は一社会を益々純粋に資本主義化するものとされていた」(宇野『経済原論』岩波全書、p.10)という判断に基づく。イギリスにおいて資本主義が純粋に成立する傾向を持っていたことが、『資本論』や先行する古典派経済学の成立根拠であり、その傾向を方法論的に模写することにより、『資本論』の原理論は成立したが、それはなおさまざまな不純な論理を内包していた。それを論理的に純化したものが理念としての原理論であり、宇野の原理論はその到達点であるというのが、宇野弘蔵自身およびその後継者達の理解であった。
「世界資本主義」論は、宇野学派の「純粋資本主義」論に疑問を提起するところから始まった。純粋資本主義論の一国において閉じた「資本主義」という観念に対し、世界資本主義論は、資本主義の成立期から、資本主義はつねにその外部をもち続けたという観点から、抽象的・理念的な(一国)純粋資本主義を(論理的)研究対象とする考えを疑問とし、原理論においても世界資本主義を対象としなければならないと主張した。このため、「純粋資本主義論」批判が世界資本主義論の出発点となった。
このような成立経緯から明白なように、純粋資本主義論と世界資本主義論とは、理論対象としての資本主義をどう措定するかに関する対立から始まったため、この点については正反対ともいえる理解の違いがあるが、その他の点では宇野経済学、とくにその三段階論(原理論、段階論、現状分析という区分の設定等)とほぼ同一の方法論を取っている。

### 世界資本主義論としての『資本論』体系
純粋資本主義か世界資本主義かという観点の相違は、原理論が内包されているはずの『資本論』体系に関する解釈の改変をも要請した。侘美光彦は、『資本論』第3巻が一応出来上がったあと、第1巻・第2巻が彫琢されたことを重視し、(1)「第3巻の成立後、少なくとも「資本の流通過程」論の内容がマルクス自身の手によってかなり大幅に変更された」こと、(2)「産業資本はなによりもまず貨幣資本の循環、すなわち、前貸し資本を投下しつつ、その社会に必要な使用価値生産の一環となるような生産過程を根拠として、一定期間後にその前貸し資本を上回る貨幣資本を取得する資本として表示されるべきであった」とし、(3)「資本家にとって合理的克現実的な行動原理としての利潤率の規定が、[資本論第3巻では(補注)]体系的に十分には位置づけられていない」と指摘し、マルクスが第3巻執筆中に萌芽的に把握したが完成できなかった観点に基づいて第1巻・第2巻をも読み直されるべきだと主張した。
第3巻の主要原稿執筆以降のマルクスの方法論的発展にもとづいて、第1・2巻と第3巻との関係を再整理すると、第1・2巻における価値均衡から第3巻における生産価格金鉱へと移行するのでなく、第3巻における価値関係にもとづく競争の中から生産価格均衡が達成され、その均衡の底に、第1・2巻における価値関係が存在する、というように、いわば方法的にも逆転して理解されねばならないのである。。
これは、いわゆるプラン問題および転形問題に対する世界資本主義論的アプローチを提起している。このような観点からも侘美光彦は、競争論、商人資本論、産業循環論、恐慌論を基礎にすえる世界資本主義という構想を提起した。

## 世界資本主義論と世界システム論
アフリカ社会研究者で世界システム論の創始者イマニュエル・ウォーラーステインは、『近代世界システム』『史的システムとしての資本主義』などで世界資本主義論を唱えている。ウォーラーステインはマルクス経済学に基づき、中核（国家・国内の階級）と半周縁・周縁（国家・国内の階級）間の国際間分業関係と搾取の構造を指摘した。
岩田弘や河野健二の世界資本主義論は先駆的な研究だが、発表後も世界的な影響力はなく、ウォーラーステインとも直接的な関係はない。

## 世界資本主義論への批判
宇野派の櫻井毅は、「純粋資本主義の設定の重要性を主張する宇野弘蔵を観念的と批判する岩田も，しかし，結局，その世界資本主義の内的叙述が純粋資本主義の設定を超えられ」てないと批判している。塩沢由典は、岩田弘の世界資本主義論が宇野理論が一国経済論に止まることを批判しながら、世界資本主義を分析する原理論となるべき国際価値論について何の方針も示していないことを批判している。

## 主な学者
- 鈴木鴻一郎
- 岩田弘
- 侘美光彦
- 伊藤誠[9]